# John Robertson (Politiker, 1952)
John Robertson (* 17. April 1952 in Glasgow) ist ein schottischer Politiker der Labour Party.

## Leben
Robertson wurde 1952 im Glasgower Stadtteil Anniesland geboren. Er besuchte die lokale Grundschule und wechselte später an die Shawlands Academy. Er absolvierte eine Ausbildung beim General Post Office (später British Telecom und BT) und stieg innerhalb des Unternehmens auf. Robertson ist Mitglied der Communication Workers Union und war Vorsitzender der westschottischen Sektion.

## Politischer Werdegang
Nachdem der erste schottische Erste Minister Donald Dewar im Jahre 2000 verstorben war, wurden in dessen Wahlkreis Glasgow Anniesland am 23. November Nachwahlen abgehalten. Zu diesen stellte die Labour Party Robertson, der zuvor als dessen Berater fungierte, als Nachfolger Dewars auf. Mit einem Stimmenanteil von 52,1 % gewann Robertson das Mandat und zog in der Folge erstmals in das britische Unterhaus ein. Bei den folgenden regulären Wahlen 2001 hielt er sein Mandat.
Im Zuge der Wahlkreisrevision wurde Robertsons Wahlkreis Glasgow Anniesland zum Ende der Wahlperiode aufgelöst. Robertson bewarb sich daher bei den Unterhauswahlen 2005 um das Mandat des neugeschaffenen Wahlkreises Glasgow North West. Am Wahltag setzte er sich gegen sechs Kontrahenten durch und behielt seinen Parlamentssitz. Bis 2008 bekleidete Robertson eine Position als Parliamentary Private Secretary (PPS) unter dem Juniorminister Kim Howells im Außenministerium. Anschließend war er PPS unter Yvette Cooper, die zunächst Chief Secretary to the Treasury, dann Arbeitsministerin war.
Bei den folgenden Unterhauswahlen 2010 verteidigte Robertson sein Mandat ungefährdet. Im Schattenkabinett der Labour Party war er als Innenminister vorgesehen. Nach massiven Stimmgewinnen der SNP bei den Unterhauswahlen 2015 verlor Robertson die Stimmenmehrheit in seinem Wahlkreis und schied aus dem britischen Unterhaus aus. Das Mandat ging an die SNP-Kandidatin Carol Monaghan.